# Vaxön
59°24′15″N 18°19′53″Ø / 59.40417°N 18.33139°Ø
Vaxön er en ø i den nordlige del af Stockholms skærgård, og  den ø i Vaxholms kommun hvor byen Vaxholm. Vaxön har knap 5.000 indbyggere. Vaxholms fæstning ligger derimod ikke på Vaxön, men på en holm mellem Vaxön og Rindö.